# Matra Alice
El microordinador Alice, de la Matra & Hachette, va ser un ordinador domèstic comercialitzat a França a partir de l'inici del 1983. Era un clònic del MC-10, de l'empresa estatunidenca Tandy Corporation, produït en societat amb Matra i Hachette.
L'Alice es distingeix pel seu gabinet vermell, sense parell en el mercat. Funcionalment, equival al MC-10, amb la diferència que posseeix un connector Péritel SCART substituint el modulador de radiofreqüència per a sortida de vídeo.
Al contrari del seu progenitor estatunidenc, l'Alice es va fer popular a França, especialment per la seva presència en les escoles com a part del programa nacional «Informatique pour tous» (Informàtica per a Tots).

## Altres versions
Posteriorment, Matra va llançar successivament altres tres models:
- Matra Alice 32
- Matra Alice 90
- Matra Alice 8000

## Especificacions tècniques
| Parts          | Especificacions                                                                | Especificacions |
| -------------- | ------------------------------------------------------------------------------ | --------------- |
| UCP            | MC6803 a 0,89 MHz                                                              |                 |
| RAM            | 4 KiB                                                                          |                 |
| ROM            | 8 KiB                                                                          |                 |
| Teclat         | xiclet AZERTY, 47 tecles                                                       |                 |
| Monitor        | televisor; mode text: 16 x 32 caràcters; mode gràfic: 64 x 32 pixels; 9 colors |                 |
| So             | 1 canal                                                                        |                 |
| Ports          | 1 port d'expansió, ports de casset, 1 port sèrie                               |                 |
| Emmagatzematge | casset (1500 bauds)                                                            |                 |